# Оратино
Оратино (итал. Oratino) —  коммуна в Италии, располагается в регионе Молизе, в провинции Кампобассо.
Население составляет 1411 человек (2008 г.), плотность населения составляет 83 чел./км². Занимает площадь 17 км². Почтовый индекс — 86010. Телефонный код — 0874.
Покровителем коммуны почитается святой Вонифатий Римский, празднование 14 мая.

## Демография
Динамика населения:

## Администрация коммуны
- Официальный сайт: http://www.comune.oratino.cb.it/ Архивная копия от 15 августа 2006 на Wayback Machine